# Kübach
Der Kübach, auch Schlifibach, ist ein Fliessgewässer im St. Galler Rheintal im Ostschweizer Kanton St. Gallen.
Er entwässert einen Teil der nordöstlichsten Ausläufer der Appenzeller Voralpen und führt deren Wässer dem Littenbach zu, der sie in den Rheintaler Binnenkanal ableitet.

## Geographie

### Verlauf
Der Kübach entspringt nördlich von Berneck im Möser auf der Gemeindegrenze von Walzenhausen im Kanton Appenzell Ausserrhoden und Oberegg im Kanton Appenzell Innerrhoden, auf einer Höhe von 866 m ü. M. Zwischen Oberrüden und Berneck stürzt er über einen rund acht Meter hohen Wasserfall. Der Unterlauf des Kübachs wurde im Rahmen der Melioration der Rheinebene korrigiert.

### Einzugsgebiet
Das 2,8 km² grosse Einzugsgebiet des Kübachs liegt im St. Galler Rheintal und wird durch ihn über den Littenbach, den Rheintaler Binnenkanal, den Alten Rhein und den Rhein zur Nordsee entwässert.
Es besteht zu 36,3 % aus bestockter Fläche, zu 48,9 % aus Landwirtschaftsfläche, zu 13,8 % aus Siedlungsfläche und zu 1,0 % aus unproduktiven Flächen.
Die Flächenverteilung
Die mittlere Höhe des Einzugsgebietes beträgt 623,1 m ü. M. Die höchste Erhebung ist der Blasenweid mit einer Höhe von 958 m ü. M. im Nordwesten des Einzugsgebietes.

### Zuflüsse
Der Kübach nimmt auf seinem Weg von Oberegg nach Au von rechts den Sackbach und von links den Hasetbach auf, bevor er in den Littenbach mündet.
- Sackbach[4] (rechts, in Berneck), 1,0 km
- Hasetbach[5] (links, in Berneck), 0,7 km

### Ortschaften
- Büriswilen
- Berneck SG

## Sehenswürdigkeiten und Bauwerke
Die Wasserkraft des Kübach wird seit geraumer Zeit genutzt. Bauten wie die Alte Schlifi und die Feldmühle in Berneck oder die Tobelmühle in Büriswilen zeugen davon. Interessant ist der Kübachwasserfall nach der Tobelmühle in Büriswilen, welcher sich aus rund acht Meter in das Schlifitobel ergiesst.

### Alte Schlifi Berneck
Die Alte Schlifi in Berneck ist eine ehemalige Schleiferei (Federnfabrik) in Berneck. Nach ihr sind einige Flure benannt. So das Schlitobel, der Schlifiweg, die Schlifistrasse oder der einheimische Name des Kübach; Schlifibach.

Sehenswürdigkeiten und Bauwerke
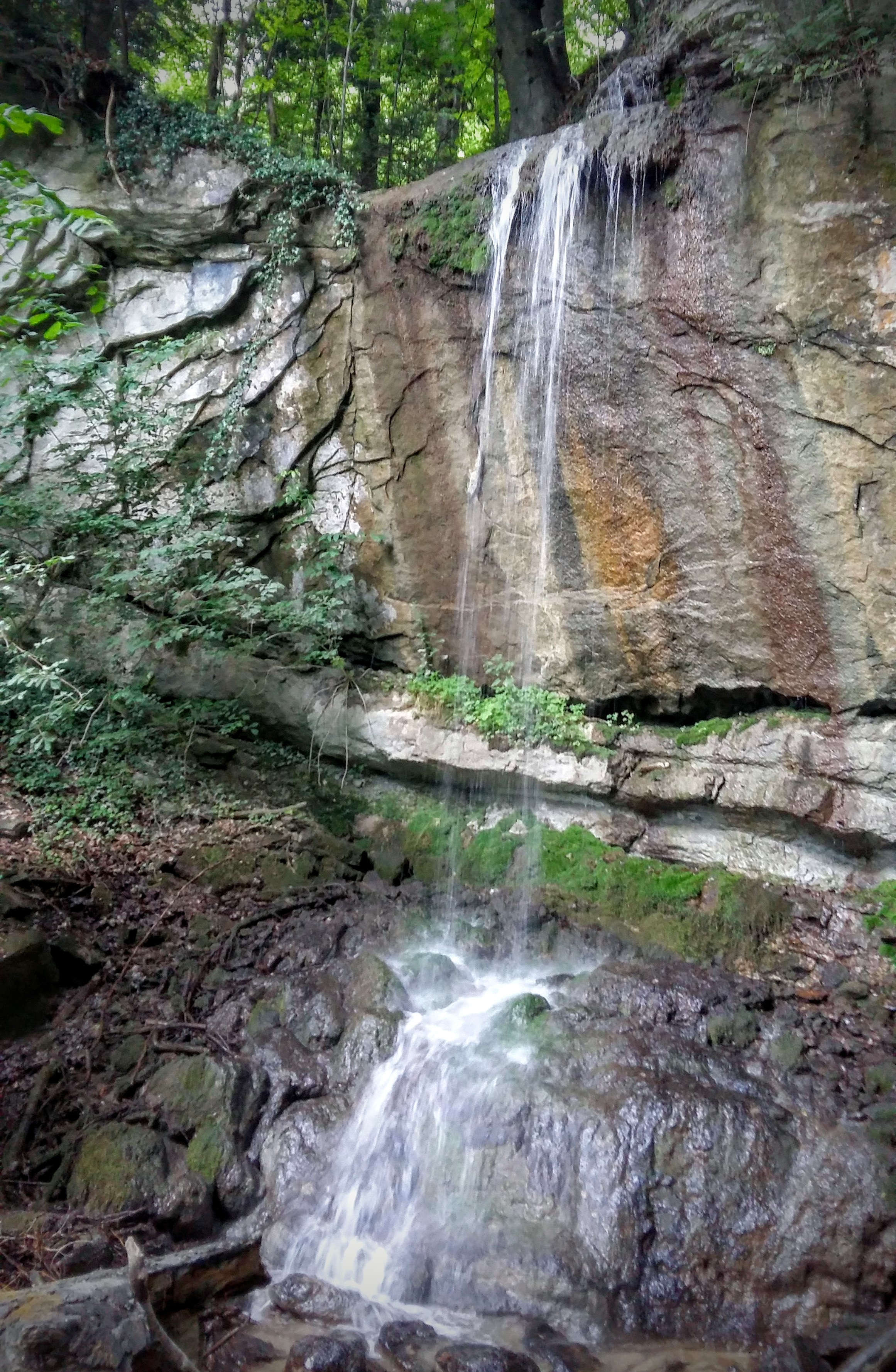
Der Schlifibach Wasserfall im Schlifitobel
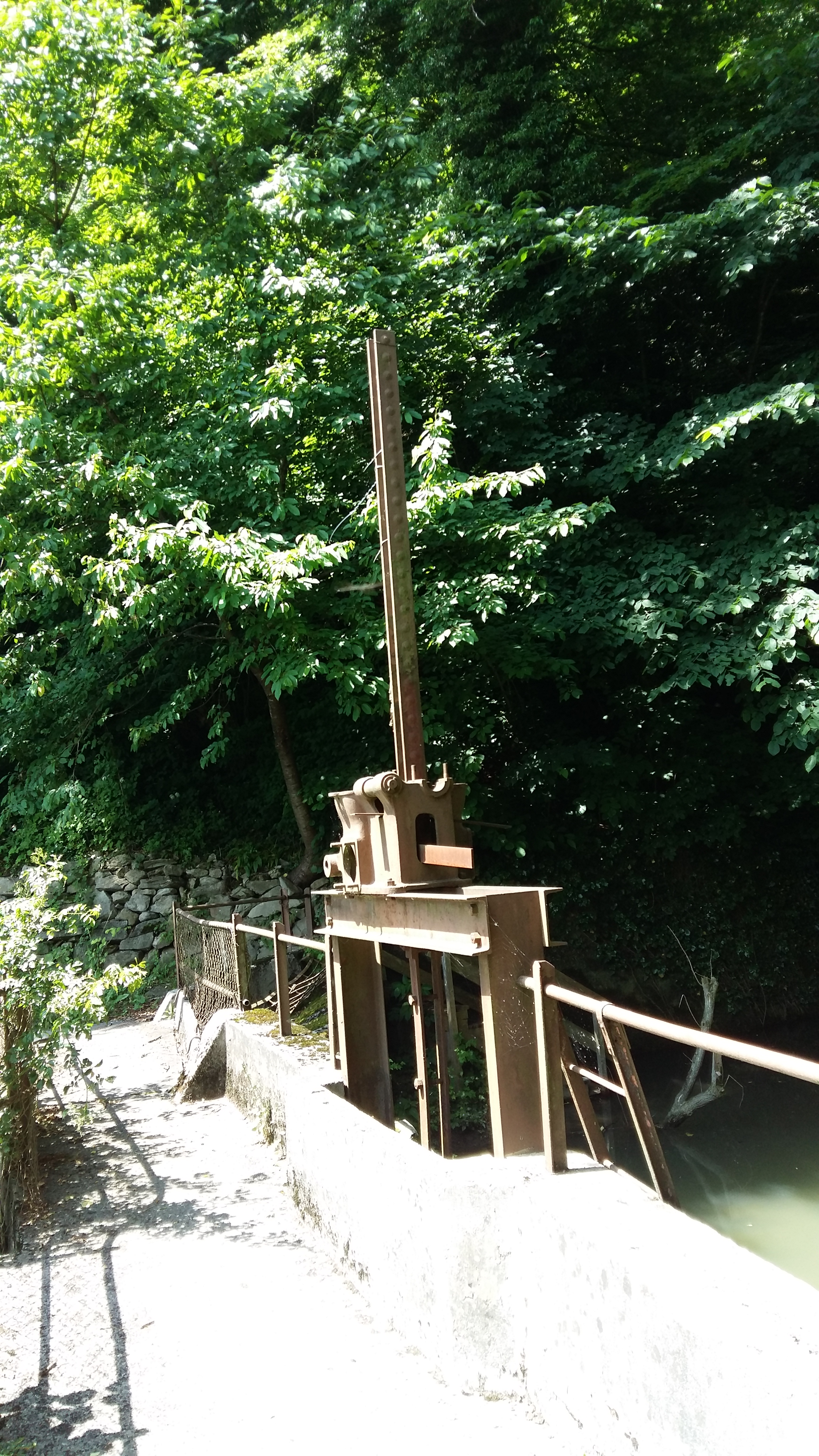
Schleuse bei der alten Schlifi in Berneck
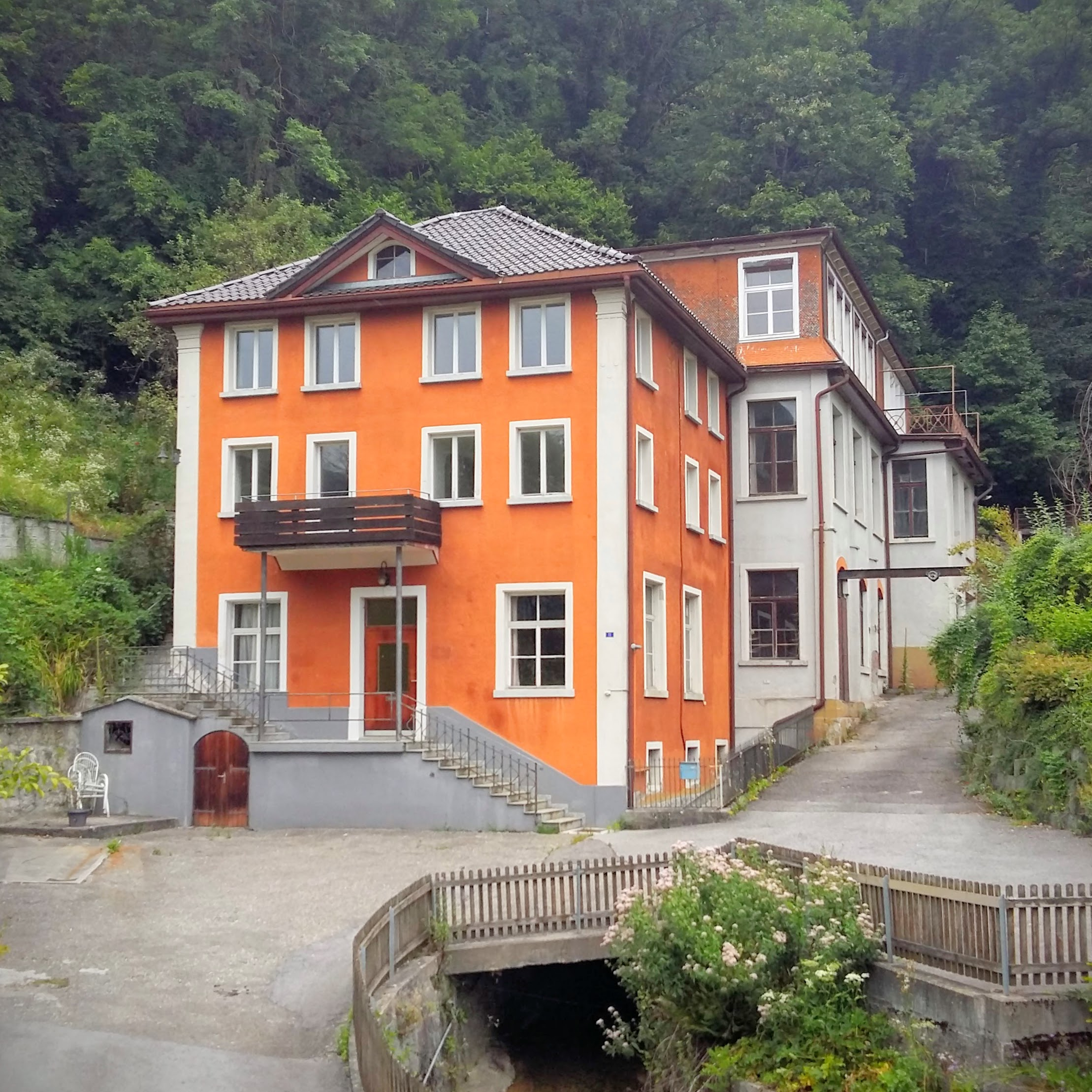
Die Alte Schlifi in Berneck, von Höhe Schlifistrasse Nr. 9 aus gesehen. Im Hintergrund des Ende des Schlifitobel, im Vordergrund der Kübach mit der Schlifibrugg.
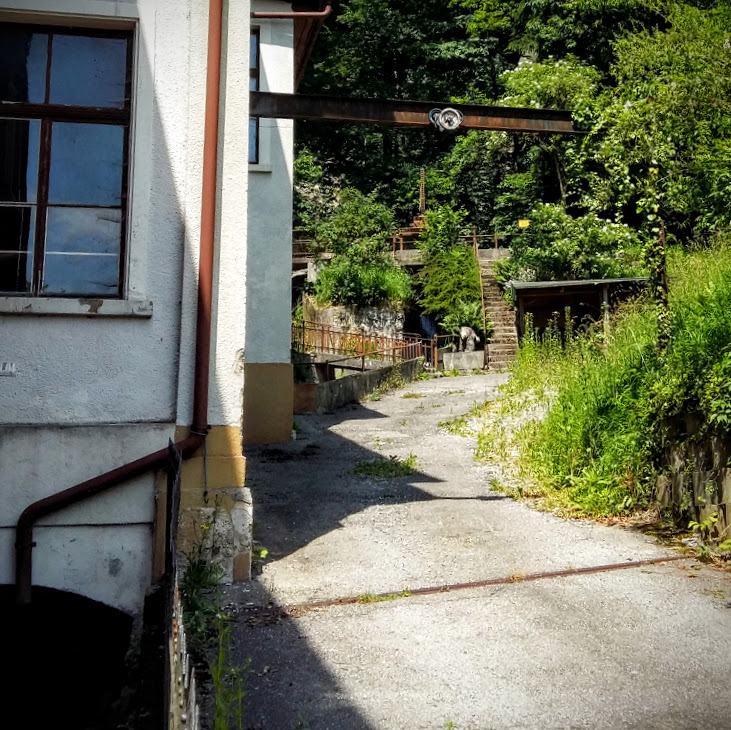
Ansicht der Wasserkraft-Anlage bei der Schlifi

### Schlifisteg und Schlifisteig

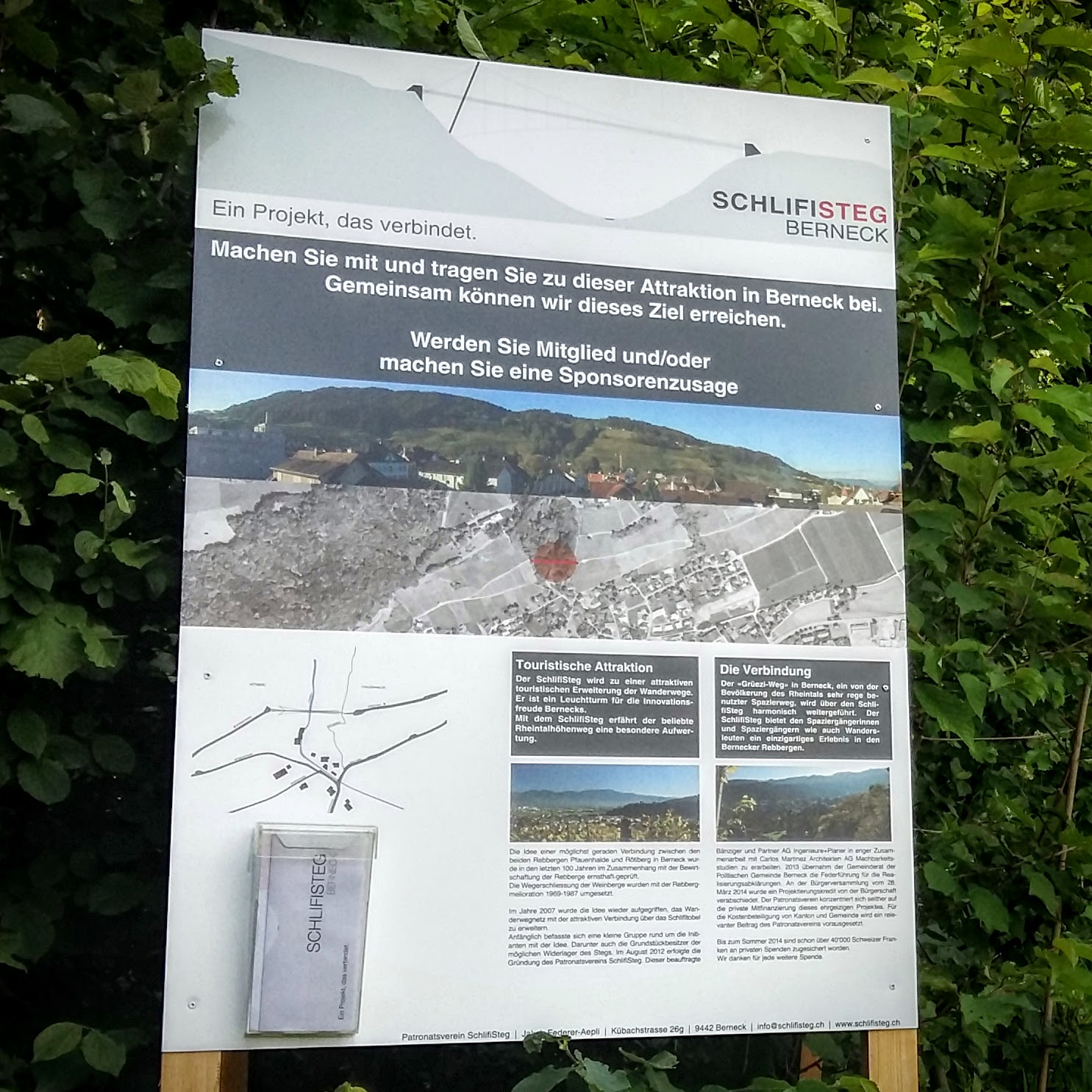
Infotafel Schlifisteig

Der Schlifisteig ist eine Treppe an der südlichen Seite des Weinbergs Pfauenhalde. Links (Südseite) der Treppe, mit insgesamt 702 Stufen, befindet sich das Schlifitobel. Jede fünfzigste Stufe ist mit gelber Farbe beschriftet. Ungefähr bei Stufe Zweihundertfünfzig soll das Projekt Schlifisteg entstehen. Eine Hängeseilbrücke für Fussgänger über das Schlifitobel. Die Idee dazu ist schon älter, weil das die Weinberge Rötiberg (südwestlich) und Pfauenhalde in Berneck direkt miteinander verbinden würde. Auf der Seite des Rötiberges ist auch eine entsprechende Treppe bereits vorhanden, welche jedoch derzeit noch mehrheitlich für den Weinbau benutzt wird.

## Wirtschaft
In der heutigen Zeit hat der Kübach nur noch wenig bis keine wirtschaftliche Bedeutung mehr. Das könnte sich mit dem Projekt Schlifi Steg ändern. Wenn es nach den Initianten geht, soll er eine touristische Attraktion werden. Berneck verfügt über zahlreiche Wanderwege, die dann zum Teil über den Schlifi Steg führen würden, so der Weinwanderweg.